# Parti pirate (Finlande)
Pour Parti pirate, voir Liste des partis pirates.
Le Parti pirate (finnois : Piraattipuolue) est un parti politique adhérent au Parti pirate international, fondé en Finlande en 2008 sur le modèle de son homologue suédois le Piratpartiet.

## Résultats électoraux

### Élections législatives
| Année | Élus    | Votes  | %    |
| ----- | ------- | ------ | ---- |
| 2011  | 0 / 200 | 15 103 | 0,51 |
| 2015  | 0 / 200 | 25 086 | 0,85 |
| 2019  | 0 / 200 | 18 991 | 0,6  |

### Élections municipales

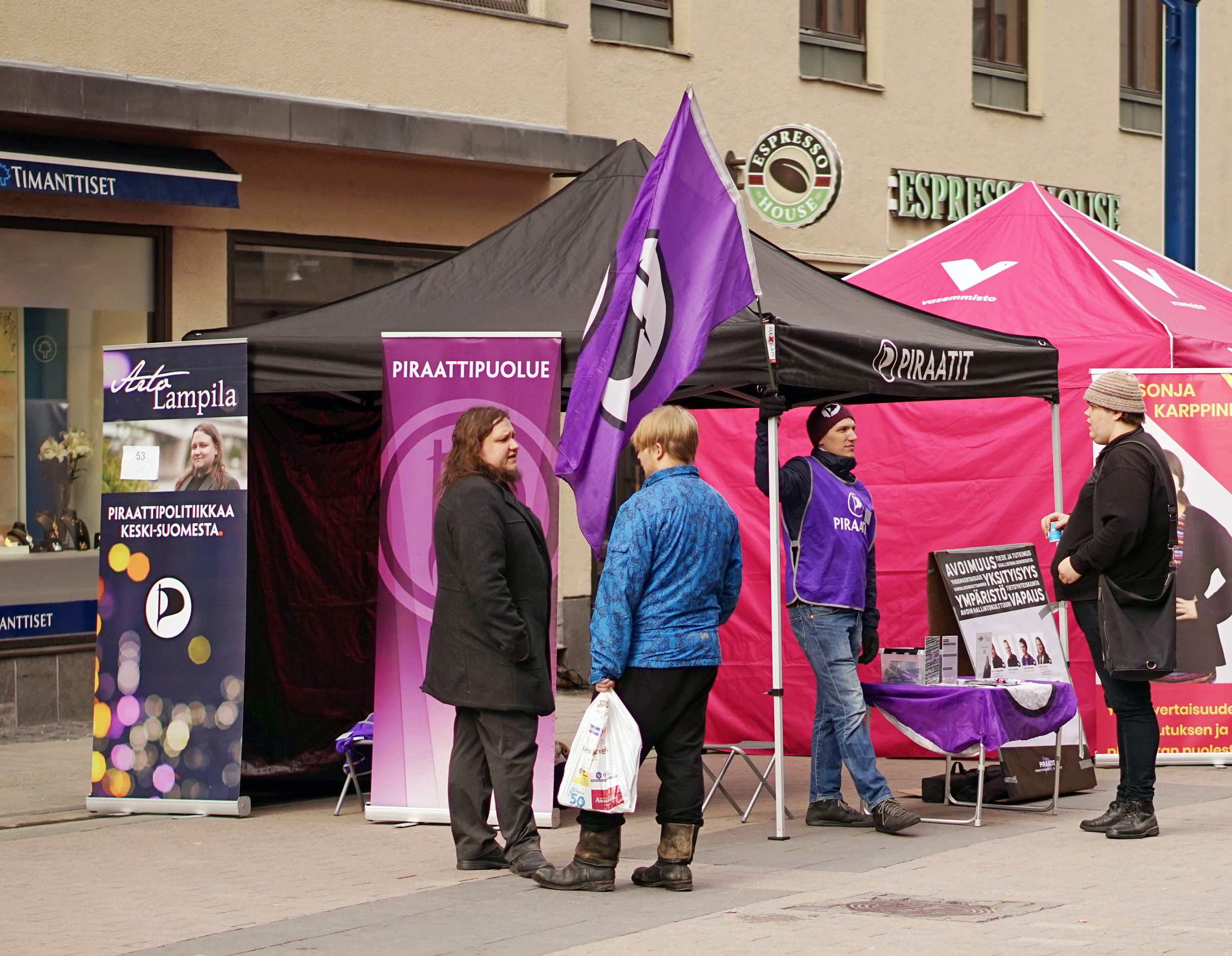
Campagne du Parti pirate 2019 à Jyväskylä.

| Année | Élus     | Votes | %   |
| ----- | -------- | ----- | --- |
| 2012  | 0 / 9674 | 5 986 | 0,2 |
| 2017  | 2 / 8999 | 9 119 | 0,4 |

### Élections européennes
| Année | Élus   | Votes  | %    |
| ----- | ------ | ------ | ---- |
| 2014  | 0 / 13 | 12 378 | 0,72 |
| 2019  | 0 / 14 | 12 558 | 0,70 |